# Maizières-lès-Metz
 Maizières-lès-Metz  es una población y comuna francesa, en la región de Lorena, departamento de Mosela, en el distrito de Metz-Campagne y cantón de Maizières-lès-Metz.

## Demografía
| 8817 | 9834 | 11 024 | 9790 | 8901 | 9344 |
| Para los censos de 1962 a 1999 la población legal corresponde a la población sin duplicidades (Fuente: INSEE [Consultar]) |      |        |      |      |      |